# 練馬倉庫駅
練馬倉庫駅（ねりまそうこえき）は、かつて東京都練馬区北町四丁目1番1号に存在した東武鉄道啓志線の駅（廃駅）である。

## 概要
1943年（昭和18年）に、上板橋駅 - 陸軍第一造兵廠構内（東京第一陸軍造兵廠練馬倉庫に所在。現在の陸上自衛隊練馬駐屯地）間が完成したことにより陸軍第一造兵廠構内駅（りくぐんだいいちぞうへいしょうこうないえき）として開業。終戦後、GHQにより成増陸軍飛行場跡（後のグラントハイツ）までの延伸と運行が命じられたことにより、啓志線が1946年（昭和21年）3月25日に全線開通し、当駅も同日練馬倉庫駅に改称した。
1959年（昭和34年）7月22日に啓志線が廃止されたことに伴い、当駅も同日廃止された。

## 歴史
- 1943年（昭和18年） 上板橋 - 当駅間（当時は路線名なし）開業に伴い、陸軍第一造兵廠構内駅として開業[3]。
- 1946年（昭和21年）3月25日 啓志（後のグラントハイツ）までの延伸に伴い中間駅となる。同時に練馬倉庫駅に改称[3]。
- 1947年（昭和22年）12月6日 啓志線の旅客営業開始[3]。
- 1948年（昭和23年）2月26日 啓志線の旅客営業廃止[3]。
- 1957年（昭和32年）8月1日 啓志線全線閉鎖に伴い営業休止。
- 1959年（昭和34年）7月22日 啓志線が正式に廃止されたことにより廃駅[2][3]。

## 駅周辺
- 陸上自衛隊練馬駐屯地（旧・東京第一陸軍造兵廠練馬倉庫）
- 練馬区立北町西小学校

## 隣の駅
東武鉄道
啓志線
上板橋駅 - 練馬倉庫駅 - グラントハイツ駅